# جورج إدوارد أندرسون
جورج إدوارد أندرسون (بالإنجليزية: George Edward Anderson)‏ هو مصور أمريكي، ولد في 28 أكتوبر 1860، وتوفي في 9 مايو 1928.

## معرض صور

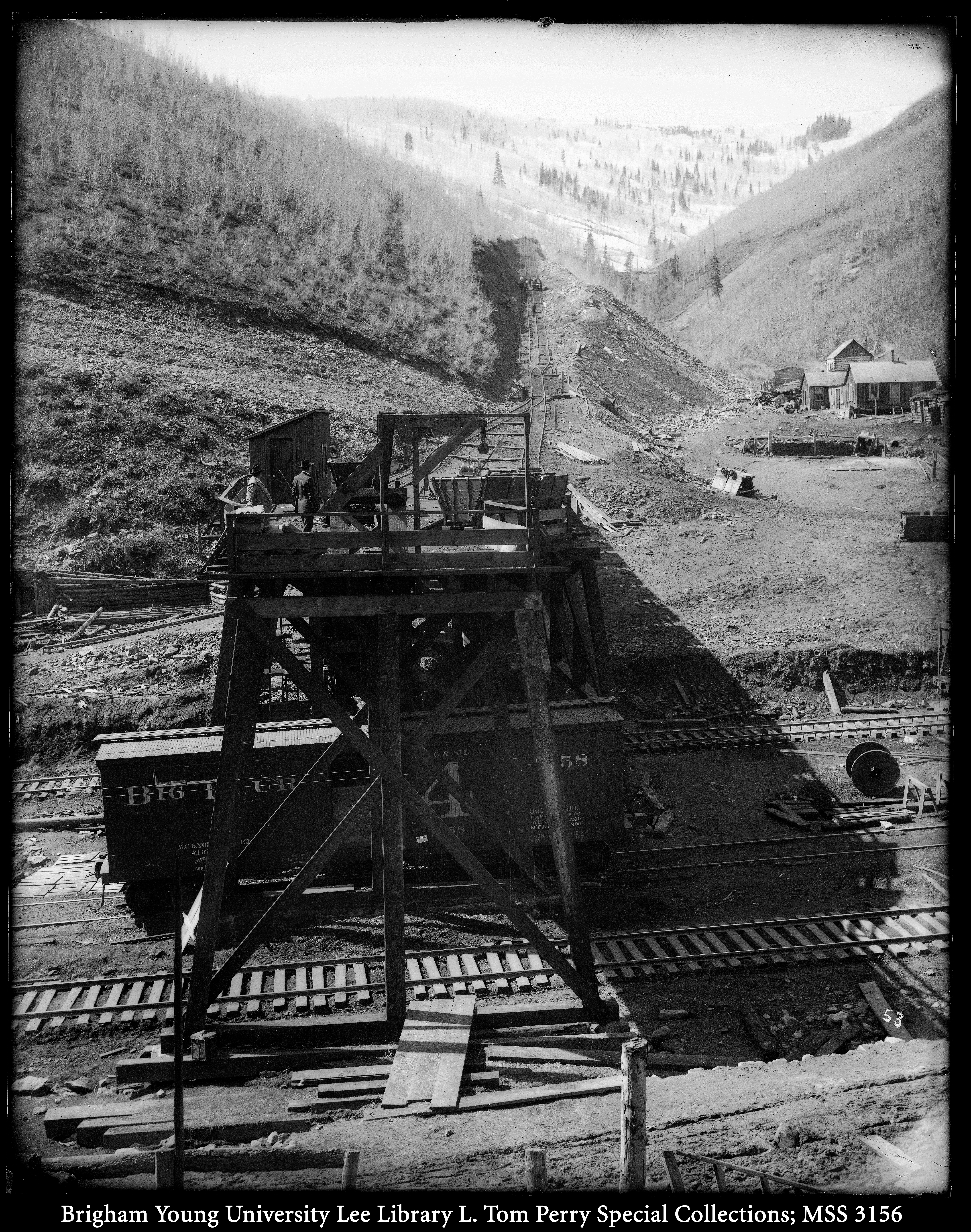
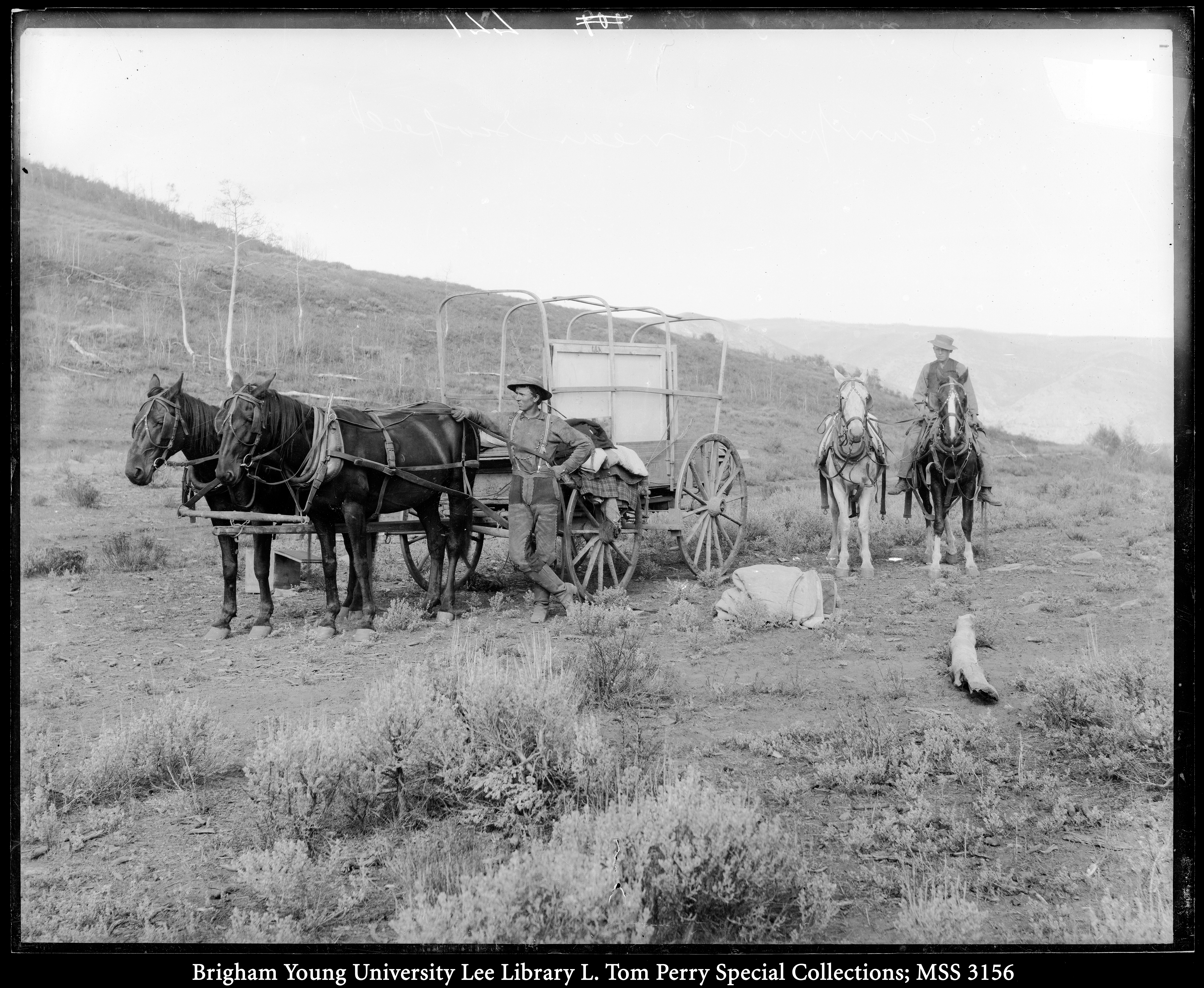
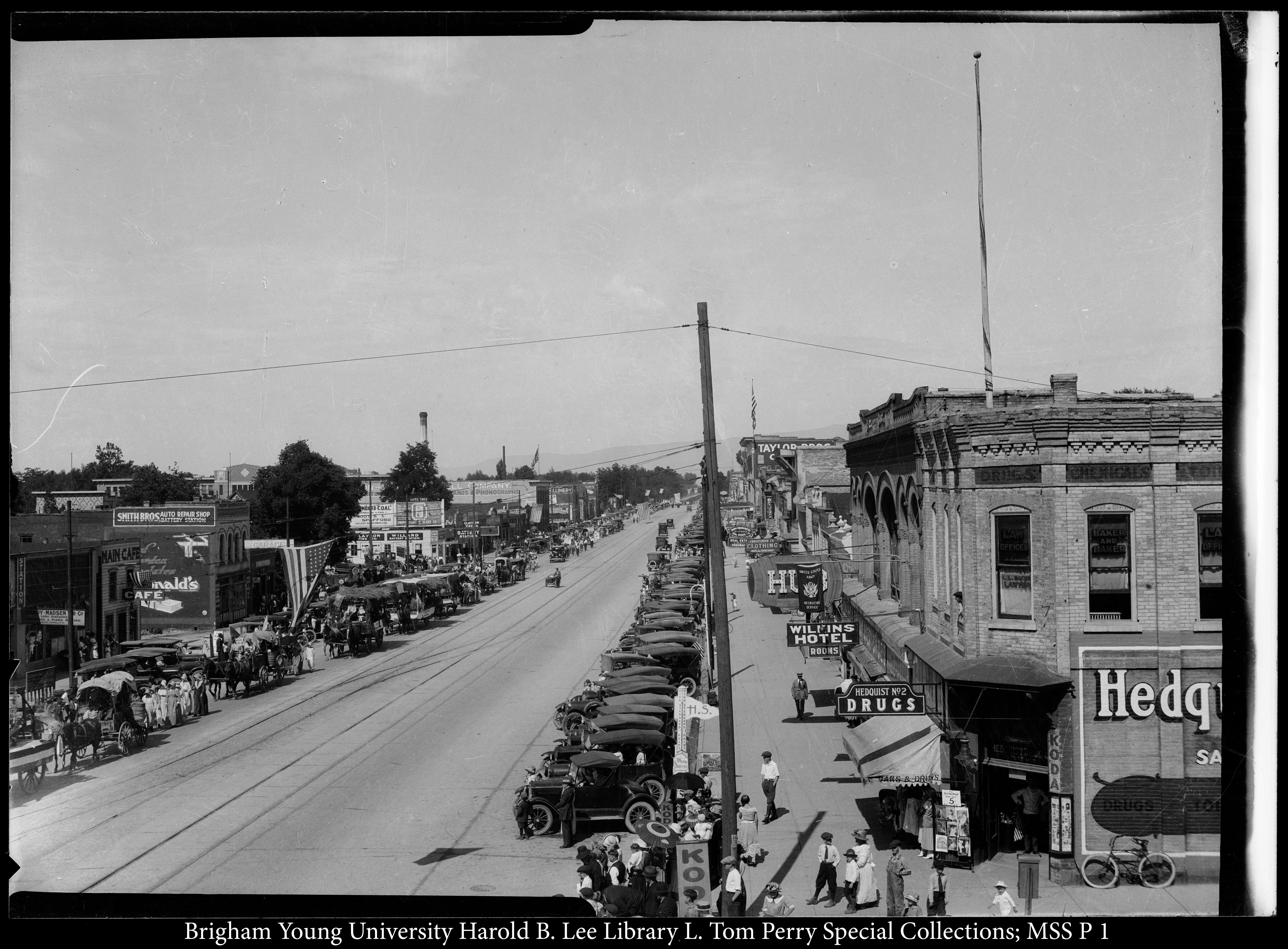
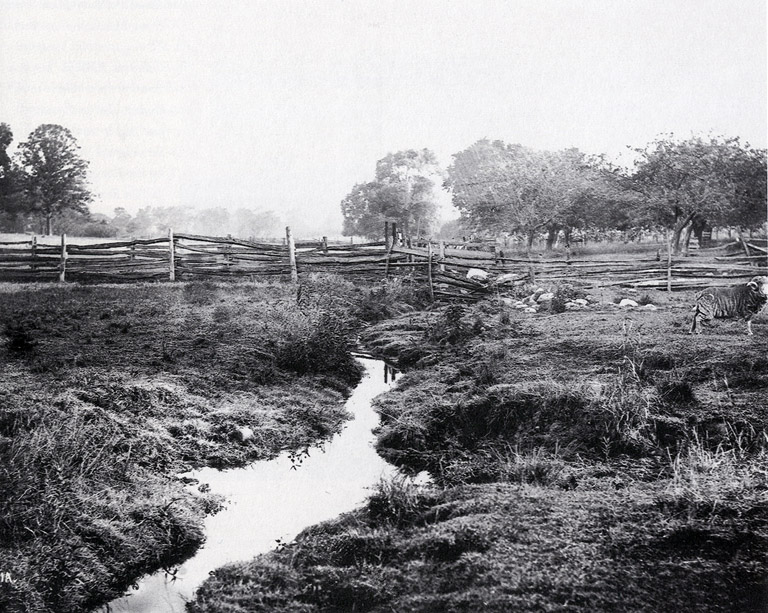
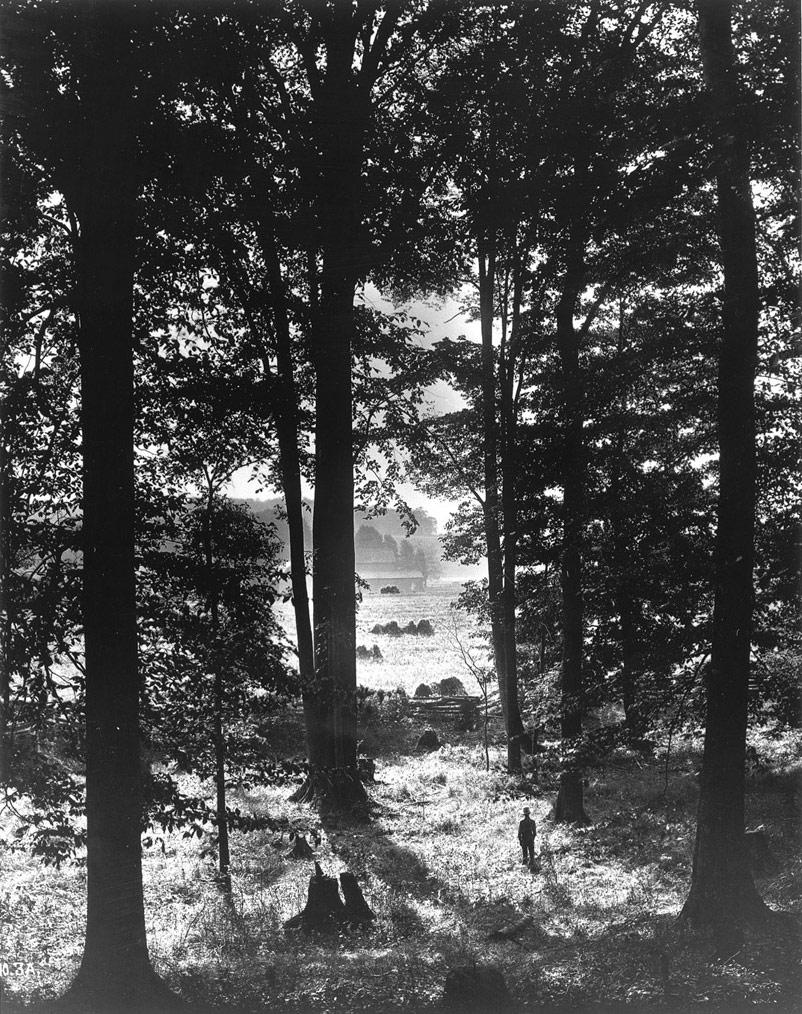
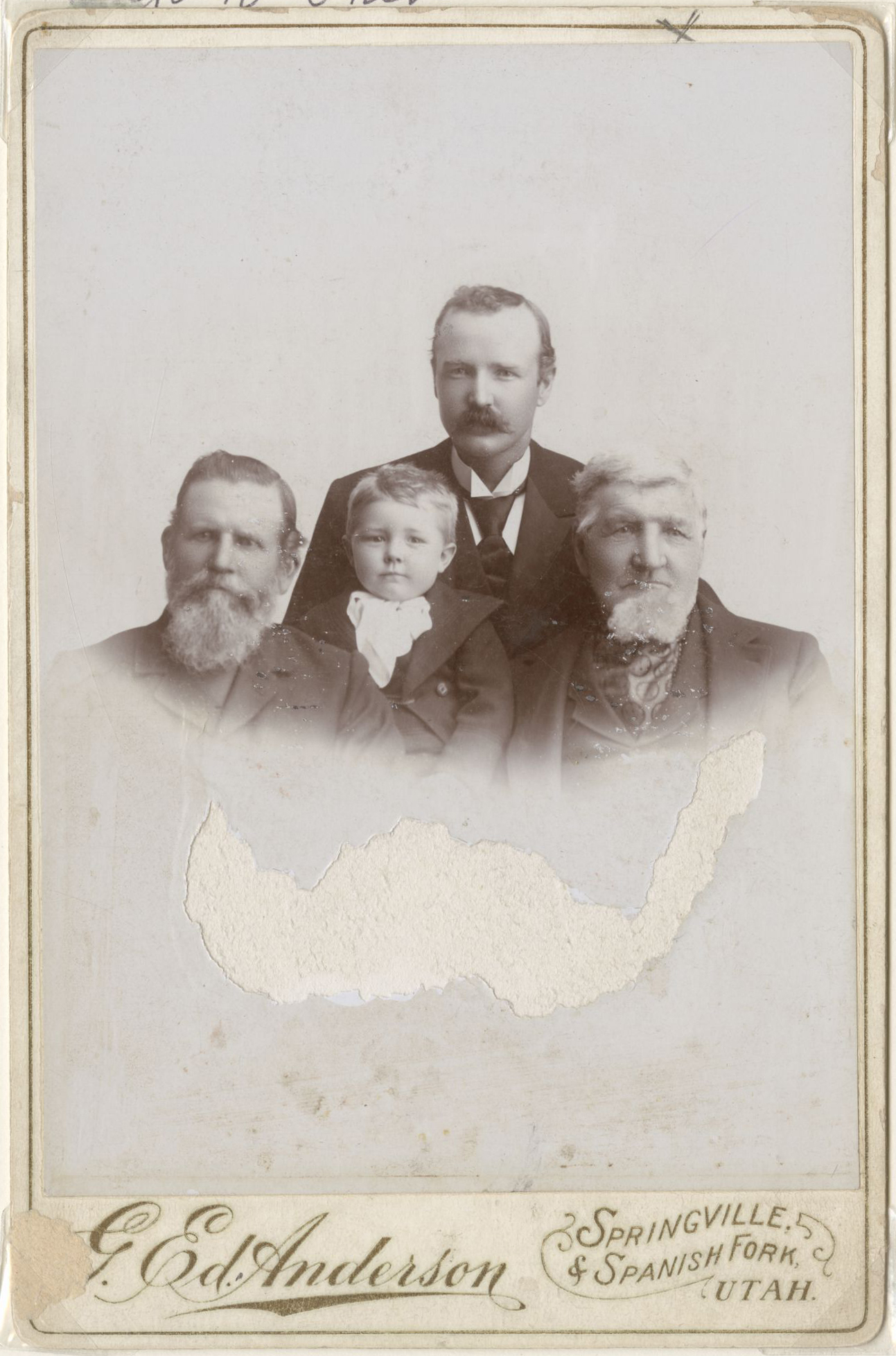